# Taganrog (maják)
Maják Taganrog (rusky: Таганрогский маяк) stojí na pobřeží Azovského moře v Taganrogu v Rostovské oblasti v Rusku.

## Historie
První maják byl postaven v roce 1770. Z neznámých příčin zanikl. V roce 1877 byly poskytnuté dvě plochy pro výstavbu majáku, budov a sadu s podmínkou, že sad bude přístupný veřejnosti. Pro maják byla stanovena plocha 625 čtverečních sažeň a pro sad 750 čtverečních sažeň. V roce 1878 byl postaven kamenný maják, přízemní dům a dvoupodlažní dům pro důstojníky námořního oddělení. V sadu byla zřízená meteorologická stanice. Maják byl postaven pod dozorem Nikolaje Andrejeviče Arkase. Maják byl mimo činnost v období druhé světové války v letech 1941–1943, v době okupace německými vojsky.
Maják byl v roce 1970 pro špatný stav snesen. U majáku se dochoval dům důstojníků námořního oddělení a strážnice u brány.
V blízkosti majáku se nachází památník Petra I.

## Popis
Maják z roku 1878 byl postaven z kamene. Válcová věž s obdélnými okny byla vysoká 22 m ukončena dvěma ochozy s kamennou římsou a kovovým zábradlím a třímetrovou zasklenou lucernou krytou kopulí s větrnou růžicí. Tloušťka stěn u paty věže byla jeden metr. Světelný zdroj byl ve výšce 70 m n. m. Dosvit je uváděn v rozmezí 35 až 40 km.
Dne 9. března 1909 byl petrolejový světelný zdroj nahrazen elektrickým. Elektrárna byla umístěna v domě v sadu.
V roce 1971 byl postaven nový maják z kovových válcových segmentů (8 ks). Válcová věž vysoká 20 m má pod vrchním okrajem ochoz a je zakončená lucernou. Světelný zdroj je ve výšce 49 m n. m. Věž má bílo-červené vodorovné pásy.

## Data
- výška věže 20 m[5]
- světelný zdroj 49 m n. m.
- bílé světlo v cyklu 1,5 s zapnuto, 1,5 s vypnuto

označení:
- Admiralty N5540
- ARLHS ERU-067